# QHB
QHBは、アメリカ合衆国の探信儀（アクティブ・ソナー）。アメリカ海軍が初めて配備したスキャニング・ソナーであり、W・W・ベーレンズ・Jrの指揮下に開発されて、1948年より艦隊配備を開始した。

## 概要
基本的には捜索用であり、俯角が取れなかったことから、水中攻撃指揮用にはQDAなどのサーチライト・ソナーと連接される必要があった。送振機アレイは直径19インチ (48 cm)の円筒形で、リン酸二水素アンモニウム製の素子による送受波器を48本のステーブとして搭載していた。動作周波数は20–25.5kHzの高周波であったため、探知距離は1,800ヤード (1,600 m)程度に限られたが、全周走査できるというサーチライト・ソナーにはないメリットから、艦隊では好評であった。
その後、小改正型として、AN/SQS-2、AN/SQS-10、AN/SQS-11が順次に開発された。また本機は本来水上艦用であったにもかかわらず、1948年に「クラマゴア」が搭載したのを皮切りに潜水艦にも装備され、後にはそのための派生型としてAN/BQS-2が開発されて、ドイツから接収したGHGの技術を使ったAN/BQR-2攻撃ソナーなどとともに搭載された。
| 周波数   | 機種名    | 送振機 | 直径×高さ [cm] | 重量              |
| -------- | --------- | ------ | -------------- | ----------------- |
| 20.0 kHz | AN/SQS-10 | AT-349 | 47.8×65.5      | 1,000 lb (450 kg) |
| 25.5 kHz | AN/SQS-11 | AT-354 | 47.8×60.7      | 800 lb (360 kg)   |

## 搭載艦艇
アメリカ海軍
- 駆逐艦
  - フレッチャー級駆逐艦
  - アレン・M・サムナー級駆逐艦
  - ギアリング級駆逐艦
- 潜水艦
  - バラオ級潜水艦など戦中世代艦隊潜水艦の一部艦
  - タング級潜水艦
  - セイルフィッシュ級潜水艦

 スペイン海軍
- リニエルス級駆逐艦（後日装備）
- アウダス級駆逐艦（後日装備）
- 駆逐艦「オケンド」
- ピサロ級フリゲート（7,8番艦のみ後日装備）
- アトレヴィダ級コルベット

 海上自衛隊
- 護衛艦
  - あさかぜ型護衛艦（リヴァモア級貸与艦）
  - はるかぜ型護衛艦（28DD）
  - 「あけぼの」（28DE）
  - いかづち型護衛艦（28DE）
  - あやなみ型護衛艦（30DDK）
  - むらさめ型護衛艦（31DDA）
  - いすず型護衛艦（34DE）
- 駆潜艇
  - かり型駆潜艇
  - かもめ型駆潜艇
  - 「はやぶさ」
  - うみたか型駆潜艇
  - みずとり型駆潜艇